# Serie A 2020 (Ecuador)
La Serie A 2020 (conosciuta anche come LigaPro Banco Pichincha 2020 per ragioni di sponsorizzazione), è stata la 62ª edizione del massimo campionato calcistico ecuadoriano. Il campionato, iniziato il 14 febbraio 2020, ha subito una sospensione dal 14 marzo 2020 al 14 agosto 2020 dovuta alla pandemia di Covid-19.
Il campionato è stato vinto dal Barcelona, che ha ottenuto così il suo 16º titolo nella sua storia.

## Formato
Il campionato si è svolto in tre fasi, con modalità distinte dalla stagione passata. Nella prima fase si è disputato un girone di sola andata, al termine del quale la prima squadra in classifica si è qualificato per la finale del campionato (oltre che acquisire la qualificazione per la Coppa Libertadores 2021). Nella seconda fase si è disputato nuovamente un girone di sola andata. Anche in questo caso, al termine della fase la prima classificata si è qualificata per la finale (oltre che, anche qui, acquisire la qualificazione per la Coppa Libertadores 2021). La finale si è quindi disputa con due partite di andata e ritorno per proclamare il "campione nazionale".
A retrocedere in Primera B sono state le due squadre peggior classificate nella tabla acumulada, una classifica che tiene conto dei risultati di tutto l'anno (la stessa classifica ha determinato le squadre che accederanno alle coppe intercontinentali).

### Qualificazione ai tornei internazionali

#### Coppa Libertadores
Per la Coppa Libertadores 2021 si sono qualificate quattro squadre:
- la vincente del campionato (ECU 1);
- la finalista del campionato (ECU 2);
- la squadra miglior classificata nella tabla acumulada ad esclusione delle due precedenti (ECU 3);
- la successiva squadra miglior classificata nella tabla acumulada (ECU 4).

#### Coppa Sudamericana
Per la Coppa Sudamericana 2021 si sono qualificate tre squadre:
- la quinta squadra classificata nella tabla acumulada (ECU 1);
- la sesta squadra classificata nella tabla acumulada (ECU 2):
- la settima squadra classificata nella tabla acumulada (ECU 3);

## Squadre partecipanti
| Club                    | Città      | Stadio                       |
| ----------------------- | ---------- | ---------------------------- |
| Aucas                   | Quito      | Gonzalo Pozo Ripalda         |
| Barcelona               | Guayaquil  | Monumental Banco Pichincha   |
| Delfín                  | Manta      | Jocay                        |
| Deportivo Cuenca        | Cuenca     | Alejandro Serrano Aguilar    |
| El Nacional             | Quito      | Olímpico Atahualpa           |
| Emelec                  | Guayaquil  | Banco del Pacifico Capwell   |
| Guayaquil City          | Guayaquil  | Christian Benítez Betancourt |
| Independiente del Valle | Sangolquí  | Municipal General Rumiñahui  |
| LDU Portoviejo          | Portoviejo | Reales Tamarindos            |
| LDU Quito               | Quito      | Rodrigo Paz Delgado          |
| Macará                  | Ambato     | Bellavista                   |
| Mushuc Runa             | Ambato     | Coop. Mushuc Runa            |
| Olmedo                  | Riobamba   | Olímpico de Riobamba         |
| Orense Sporting Club    | Machala    | 9 de Mayo                    |
| Técnico Universitario   | Ambato     | Bellavista                   |
| Universidad Católica    | Quito      | Olímpico Atahualpa           |

## Allenatori e primatisti
Aggiornati al 18 novembre 2020.
| Squadra                 | Allenatore | Capocannoniere (tra parentesi il numero dei gol segnati) |
| ----------------------- | --- | -------------------------------------------------------- |
| Aucas                   | Máximo Villafañe (1 F1-4 F1) Darío Tempesta (5 F1-12 F2)                                                                   | Víctor Figueroa (14)                                     |
| Barcelona               | Fabián Bustos | Damián Díaz (10)                                         |
| Delfín                  | Ángel López Pérez (1 F1-3 F1) Carlos Ischia (4 F1-10 F1) Miguel Ángel Zahzú (11 F1-10 F2) Horacio Montemurro (11 F2-12 F2) | Carlos Garcés (9)                                        |
| Dep. Cuenca             | Tabaré Silva (1 F1-14 F1) Guillermo Duró (15 F1-12 F2)                                                                     | Diego Dorregaray (8)                                     |
| El Nacional             | Eduardo Lara (1 F1-4 F1) Jorge Montesino (5 F1-8 F2) Édison Méndez (9 F2-11 F2) José Villafuerte (12 F2)                   | Luis Congo Marlon de Jesús (5)                           |
| Emelec                  | Ismael Rescalvo | José Cevallos (13)                                       |
| Guayaquil City          | Pool Gavilánez | Gonzalo Mastriani (11)                                   |
| Independiente del Valle | Miguel Ángel Ramírez | Gabriel Torres (16)                                      |
| LDU Portoviejo          | Rubén Insúa (1 F1-4 F2) Marcelo Zuleta (6 F2-8 F2) Pablo Trobbiani (9 F2-12 F2)                                            | Francisco Fydriszewski (13)                              |
| LDU Quito               | Pablo Repetto | Cristian Martínez (24)                                   |
| Macará                  | Paúl Vélez | Juan Herrera (11)                                        |
| Mushuc Runa             | Ricardo Dillon | Muriel Orlando (11)                                      |
| Olmedo                  | Darío Franco (1 F1-4 F1) Geovanny Cumbicus (5 F1-12 F2)                                                                    | Willian Cevallos (8)                                     |
| Orense                  | Humberto Pizarro (1 F1-10 F1) Patricio Lara (11 F1-12 F2)                                                                  | Bryan Rodríguez (5)                                      |
| Técnico Univ.           | José Eugenio Hernández | Orlen Quintero (7)                                       |
| Univ. Católica          | Santiago Escobar | Juan Tévez (7)                                           |

## Prima fase

### Classifica
| Pos | Squadra                 | Pti. | G  | V  | N | P | GF | GS | DR  |
| --- | ----------------------- | ---- | -- | -- | - | - | -- | -- | --- |
| 1.  | LDU Quito               | 35   | 15 | 11 | 2 | 2 | 29 | 13 | +16 |
| 2.  | Independiente del Valle | 32   | 15 | 9  | 5 | 1 | 36 | 22 | +14 |
| 3.  | Universidad Católica    | 31   | 15 | 9  | 4 | 2 | 32 | 14 | +18 |
| 4.  | Barcelona SC            | 29   | 15 | 8  | 5 | 2 | 23 | 13 | +10 |
| 5.  | Macará                  | 24   | 15 | 6  | 6 | 3 | 22 | 17 | +5  |
| 6.  | Aucas                   | 23   | 15 | 7  | 2 | 6 | 26 | 23 | +3  |
| 7.  | Téc. Universitario      | 22   | 15 | 6  | 4 | 5 | 17 | 16 | +1  |
| 8.  | Delfín                  | 18   | 15 | 5  | 3 | 7 | 17 | 22 | -5  |
| 9.  | Guayaquil City          | 18   | 15 | 5  | 3 | 7 | 17 | 23 | -6  |
| 10. | Mushuc Runa             | 18   | 15 | 5  | 3 | 7 | 16 | 22 | -6  |
| 11. | Olmedo                  | 17   | 15 | 5  | 2 | 8 | 26 | 29 | -3  |
| 12. | Emelec                  | 16   | 15 | 4  | 4 | 7 | 20 | 22 | -2  |
| 13. | El Nacional             | 14   | 15 | 3  | 5 | 7 | 16 | 24 | -8  |
| 14. | LDU Portoviejo          | 13   | 15 | 3  | 4 | 8 | 19 | 30 | -11 |
| 15. | Orense                  | 10   | 15 | 1  | 7 | 7 | 15 | 27 | -12 |
| 16. | Deportivo Cuenca        | 8    | 15 | 1  | 5 | 9 | 16 | 30 | -14 |

Note:
Fonti: LigaPro Archiviato il 28 dicembre 2019 in Internet Archive., Flashscore
Tre punti a vittoria, uno a pareggio, zero a sconfitta.
In caso di parità di punti valgono i seguenti criteri: 1) differenza reti; 2) gol segnati; 3) gol segnati in trasferta; 4) punti ottenuti negli scontri diretti; 5) sorteggio.
      Qualificata per la finale del campionato e per la Coppa Libertadores 2021.

### Risultati
| Ind. del Valle | 2 - 1 | Mushuc Runa        | 14.2.2020 | Liga de Portoviejo | 2 - 4 | Dep. Cuenca    | 21.2.2020 | Delfín         | 0 - 2 | Técnico Univ.      | 28.2.2020 |
| Aucas          | 1 - 2 | Delfín             | 14.2.2020 | Olmedo             | 1 - 2 | Macará         | 22.2.2020 | El Nacional    | 0 - 3 | Liga de Quito      | 28.2.2020 |
| Dep. Cuenca    | 1 - 2 | Liga de Quito      | 14.2.2020 | Delfín             | 1 - 2 | Barcelona      | 22.2.2020 | Orense         | 1 - 0 | Guayaquil City     | 29.2.2020 |
| Orense         | 2 - 2 | Emelec             | 15.2.2020 | Liga de Quito      | 2 - 3 | Ind. del Valle | 22.2.2020 | Barcelona      | 1 - 1 | Liga de Portoviejo | 29.2.2020 |
| Macará         | 1 - 1 | Univ. Católica     | 15.2.2020 | Univ. Católica     | 4 - 0 | Orense         | 22.2.2020 | Ind. del Valle | 1 - 2 | Olmedo             | 1.3.2020  |
| El Nacional    | 2 - 1 | Liga de Portoviejo | 16.2.2020 | Mushuc Runa        | 1 - 1 | El Nacional    | 23.2.2020 | Aucas          | 3 - 0 | Mushuc Runa        | 1.3.2020  |
| Guayaquil City | 4 - 1 | Olmedo             | 16.2.2020 | Emelec             | 1 - 2 | Guayaquil City | 23.2.2020 | Macará         | 1 - 0 | Emelec             | 1.3.2020  |
| Barcelona      |       | Técnico Univ.      | 16.2.2020 | Técnico Univ.      | 2 - 0 | Aucas          | 24.2.2020 | Dep. Cuenca    | 1 - 2 | Univ. Católica     | 2.3.2020  |

| Técnico Univ.      | 1 - 1 | Mushuc Runa    | 6.3.2020 | Técnico Univ.  | 3 - 1 | Liga de Portoviejo | 13.3.2020 | Ind. del Valle | 4 - 4 | Macará             | 18.8.2020 |
| Liga de Portoviejo | 2 - 1 | Delfín         | 7.3.2020 | Mushuc Runa    | 2 - 0 | Macará             | 14.3.2020 | Orense         | 1 - 1 | Liga de Portoviejo | 18.8.2020 |
| Ind. del Valle     | 2 - 2 | Univ. Católica | 7.3.2020 | Dep. Cuenca    | 1 - 1 | Guayaquil City     | 14.8.2020 | Dep. Cuenca    | 0 - 3 | Barcelona          | 18.8.2020 |
| Liga de Quito      | 2 - 1 | Barcelona      | 7.3.2020 | Barcelona      | 1 - 0 | Orense             | 14.8.2020 | Guayaquil City | 0 - 0 | Delfín             | 18.8.2020 |
| Olmedo             | 2 - 2 | Orense         | 8.3.2020 | El Nacional    | 2 - 4 | Ind. del Valle     | 15.8.2020 | Técnico Univ.  | 1 - 3 | Olmedo             | 19.8.2020 |
| Guayaquil City     | 1 - 1 | Macará         | 8.3.2020 | Delfín         | 2 - 0 | Emelec             | 15.8.2020 | Aucas          | 2 - 0 | El Nacional        | 19.8.2020 |
| Emelec             | 4 - 0 | Aucas          | 8.3.2020 | Olmedo         | 2 - 3 | Liga de Quito      | 16.8.2020 | Liga de Quito  | 2 - 1 | Univ. Católica     | 19.8.2020 |
| El Nacional        | 1 - 1 | Dep. Cuenca    | 9.3.2020 | Univ. Católica | 3 - 1 | Aucas              | 16.8.2020 | Emelec         | 2 - 0 | Mushuc Runa        | 19.8.2020 |

| Delfín             | 0 - 0 | Orense         | 21.8.2020 | Dep. Cuenca    | 2 - 2 | Orense             | 25.8.2020 | Aucas          | 1 - 0 | Macará             | 28.8.2020 |
| Macará             | 2 - 1 | Dep. Cuenca    | 21.8.2020 | Macará         | 0 - 0 | Técnico Univ.      | 25.8.2020 | Mushuc Runa    | 1 - 1 | Dep. Cuenca        | 29.8.2020 |
| Técnico Univ.      | 0 - 1 | Ind. del Valle | 22.8.2020 | Ind. del Valle | 1 - 1 | Aucas              | 25.8.2020 | Orense         | 1 - 2 | Liga de Quito      | 29.8.2020 |
| Liga de Portoviejo | 3 - 1 | Guayaquil City | 22.8.2020 | Liga de Quito  | 1 - 0 | Delfín             | 25.8.2020 | Barcelona      | 3 - 1 | Olmedo             | 29.8.2020 |
| Aucas              | 2 - 0 | Liga de Quito  | 22.8.2020 | Mushuc Runa    | 1 - 2 | Univ. Católica     | 26.8.2020 | Técnico Univ.  | 2 - 0 | Emelec             | 29.8.2020 |
| Olmedo             | 1 - 2 | Mushuc Runa    | 23.8.2020 | El Nacional    | 3 - 2 | Olmedo             | 26.8.2020 | Univ. Católica | 4 - 0 | Liga de Portoviejo | 30.8.2020 |
| Univ. Católica     | 1 - 1 | El Nacional    | 23.8.2020 | Emelec         | 2 - 1 | Liga de Portoviejo | 26.8.2020 | Delfín         | 2 - 1 | El Nacional        | 30.8.2020 |
| Barcelona          | 2 - 1 | Emelec         | 23.8.2020 | Guayaquil City | 2 - 1 | Barcelona          | 26.8.2020 | Ind. del Valle | 3 - 0 | Guayaquil City     | 30.8.2020 |

| Dep. Cuenca        | 2 - 2 | Técnico Univ.  | 1.9.2020 | Mushuc Runa        | 1 - 2 | Barcelona      | 4.9.2020 | Mushuc Runa    | 1 - 0 | Liga de Portoviejo | 11.9.2020 |
| Orense             | 0 - 2 | Mushuc Runa    | 1.9.2020 | Univ. Católica     | 3 - 1 | Olmedo         | 5.9.2020 | Liga de Quito  | 2 - 0 | Guayaquil City     | 11.9.2020 |
| Liga de Quito      | 1 - 0 | Macará         | 1.9.2020 | Liga de Portoviejo | 1 - 1 | Liga de Quito  | 5.9.2020 | El Nacional    | 0 - 1 | Técnico Univ.      | 12.9.2020 |
| Barcelona          | 4 - 2 | Aucas          | 1.9.2020 | Macará             | 1 - 0 | El Nacional    | 5.9.2020 | Olmedo         | 1 - 1 | Emelec             | 12.9.2020 |
| Olmedo             | 2 - 0 | Delfín         | 2.9.2020 | Delfín             | 2 - 1 | Dep. Cuenca    | 6.9.2020 | Aucas          | 2 - 0 | Dep. Cuenca        | 13.9.2020 |
| Guayaquil City     | 1 - 3 | Univ. Católica | 2.9.2020 | Aucas              | 3 - 1 | Guayaquil City | 6.9.2020 | Ind. del Valle | 4 - 2 | Delfín             | 13.9.2020 |
| Liga de Portoviejo | 1 - 2 | Ind. del Valle | 2.9.2020 | Emelec             | 2 - 2 | Ind. del Valle | 6.9.2020 | Barcelona      | 1 - 0 | Univ. Católica     | 13.9.2020 |
| El Nacional        | 2 - 1 | Emelec         | 2.9.2020 | Técnico Univ.      | 2 - 0 | Orense         | 7.9.2020 | Orense         | 1 - 2 | Macará             | 14.9.2020 |

| Dep. Cuenca        | 1 - 3 | Ind. del Valle | 9.9.2020  | El Nacional        | 2 - 2 | Orense         | 25.9.2020 | Aucas          | 4 - 1 | Liga de Portoviejo | 2.10.2020 |
| Macará             | 1 - 1 | Barcelona      | 9.9.2020  | Mushuc Runa        | 2 - 1 | Guayaquil City | 26.9.2020 | Liga de Quito  | 2 - 0 | Mushuc Runa        | 3.10.2020 |
| Liga de Portoviejo | 2 - 1 | Olmedo         | 18.9.2020 | Olmedo             | 3 - 2 | Aucas          | 26.9.2020 | Orense         | 1 - 3 | Ind. del Valle     | 3.10.2020 |
| Orense             | 2 - 2 | Aucas          | 19.9.2020 | Ind. del Valle     | 1 - 1 | Barcelona      | 26.9.2020 | Barcelona      | 0 - 0 | El Nacional        | 3.10.2020 |
| Emelec             | 1 - 1 | Liga de Quito  | 19.9.2020 | Técnico Univ.      | 0 - 5 | Liga de Quito  | 26.9.2020 | Macará         | 5 - 1 | Delfín             | 4.10.2020 |
| Univ. Católica     | 2 - 1 | Técnico Univ.  | 20.9.2020 | Delfín             | 0 - 0 | Univ. Católica | 27.9.2020 | Guayaquil City | 1 - 0 | Técnico Univ.      | 4.10.2020 |
| Delfín             | 4 - 1 | Mushuc Runa    | 20.9.2020 | Emelec             | 2 - 0 | Dep. Cuenca    | 27.9.2020 | Univ. Católica | 4 - 1 | Emelec             | 4.10.2020 |
| Guayaquil City     | 2 - 1 | El Nacional    | 30.9.2020 | Liga de Portoviejo | 2 - 2 | Macará         | 28.9.2020 | Dep. Cuenca    | 0 - 3 | Olmedo             | Canc.     |

## Seconda fase

### Classifica
| Pos | Squadra                 | Pti. | G  | V | N | P | GF | GS | DR  |
| --- | ----------------------- | ---- | -- | - | - | - | -- | -- | --- |
| 1.  | Barcelona SC            | 29   | 15 | 7 | 5 | 2 | 22 | 7  | +15 |
| 2.  | Emelec                  | 28   | 15 | 8 | 4 | 3 | 28 | 15 | +13 |
| 3.  | Guayaquil City          | 26   | 15 | 7 | 5 | 3 | 23 | 17 | +6  |
| 4.  | LDU Quito               | 24   | 15 | 7 | 3 | 5 | 31 | 20 | +11 |
| 5.  | Deportivo Cuenca        | 23   | 15 | 6 | 5 | 4 | 18 | 21 | -3  |
| 6.  | Independiente del Valle | 22   | 15 | 7 | 1 | 7 | 26 | 21 | +5  |
| 7.  | Orense                  | 21   | 15 | 5 | 6 | 4 | 12 | 19 | -7  |
| 8.  | Delfín                  | 20   | 15 | 5 | 5 | 5 | 22 | 19 | +3  |
| 9.  | Universidad Católica    | 20   | 15 | 5 | 5 | 5 | 16 | 14 | +2  |
| 10. | Téc. Universitario      | 20   | 15 | 5 | 5 | 5 | 11 | 11 | 0   |
| 11. | Macará                  | 20   | 15 | 6 | 2 | 7 | 15 | 20 | -5  |
| 12. | Aucas                   | 19   | 15 | 4 | 7 | 4 | 33 | 32 | +1  |
| 13. | LDU Portoviejo          | 17   | 15 | 5 | 2 | 8 | 20 | 29 | -9  |
| 14. | Mushuc Runa             | 13   | 15 | 3 | 4 | 8 | 17 | 23 | -6  |
| 15. | Olmedo                  | 13   | 15 | 3 | 4 | 8 | 16 | 27 | -11 |
| 16. | El Nacional             | 12   | 15 | 3 | 3 | 9 | 10 | 25 | -15 |

Note:
Fonti: LigaPro Archiviato il 28 dicembre 2019 in Internet Archive., Flashscore
Tre punti a vittoria, uno a pareggio, zero a sconfitta.
In caso di parità di punti valgono i seguenti criteri: 1) differenza reti; 2) gol segnati; 3) gol segnati in trasferta; 4) punti ottenuti negli scontri diretti; 5) sorteggio.
      Qualificata per la finale del campionato e per la Coppa Libertadores 2021.

### Risultati
| Mushuc Runa        | 3 - 2 | Ind. del Valle | 14.10.2020 | Aucas          | 2 - 1 | Técnico Univ.      | 17.10.2020 | Mushuc Runa        | 1 - 4 | Aucas          | 23.10.2020 |
| Delfín             | 2 - 2 | Aucas          | 14.10.2020 | Ind. del Valle | 3 - 2 | Liga de Quito      | 17.10.2020 | Univ. Católica     | 0 - 1 | Dep. Cuenca    | 23.10.2020 |
| Liga de Quito      | 5 - 0 | Dep. Cuenca    | 14.10.2020 | Barcelona      | 1 - 0 | Delfín             | 17.10.2020 | Emelec             | 0 - 0 | Macará         | 24.10.2020 |
| Técnico Univ.      | 0 - 2 | Barcelona      | 14.10.2020 | El Nacional    | 2 - 1 | Mushuc Runa        | 18.10.2020 | Técnico Univ.      | 1 - 1 | Delfín         | 24.10.2020 |
| Emelec             | 1 - 0 | Orense         | 15.10.2020 | Orense         | 1 - 1 | Univ. Católica     | 18.10.2020 | Liga de Quito      | 1 - 0 | El Nacional    | 24.10.2020 |
| Olmedo             | 1 - 2 | Guayaquil City | 15.10.2020 | Macará         | 1 - 0 | Olmedo             | 18.10.2020 | Olmedo             | 2 - 1 | Ind. del Valle | 25.10.2020 |
| Liga de Portoviejo | 3 - 0 | El Nacional    | 15.10.2020 | Guayaquil City | 1 - 0 | Emelec             | 19.10.2020 | Liga de Portoviejo | 0 - 2 | Barcelona      | 25.10.2020 |
| Univ. Católica     | 2 - 1 | Macará         | 15.10.2020 | Dep. Cuenca    | 2 - 1 | Liga de Portoviejo | 19.10.2020 | Guayaquil City     | 1 - 1 | Orense         | 26.10.2020 |

| Dep. Cuenca    | 0 - 0 | El Nacional        | 30.10.2020 | Macará             | 0 - 3 | Mushuc Runa    | 5.11.2020 | Orense             | 1 - 1 | Dep. Cuenca    | 10.11.2020 |
| Mushuc Runa    | 0 - 1 | Técnico Univ.      | 31.10.2020 | Ind. del Valle     | 2 - 1 | Dep. Cuenca    | 5.11.2020 | Técnico Univ.      | 1 - 0 | El Nacional    | 10.11.2020 |
| Delfín         | 4 - 2 | Liga de Portoviejo | 31.10.2020 | El Nacional        | 1 - 3 | Delfín         | 6.11.2020 | Delfín             | 1 - 2 | Macará         | 10.11.2020 |
| Univ. Católica | 3 - 1 | Ind. del Valle     | 31.10.2020 | Liga de Quito      | 4 - 0 | Orense         | 6.11.2020 | Barcelona          | 2 - 0 | Ind. del Valle | 10.11.2020 |
| Orense         | 2 - 1 | Olmedo             | 1.11.2020  | Olmedo             | 1 - 0 | Barcelona      | 6.11.2020 | Aucas              | 3 - 3 | Olmedo         | 11.11.2020 |
| Aucas          | 1 - 1 | Emelec             | 1.11.2020  | Liga de Portoviejo | 0 - 2 | Técnico Univ.  | 7.11.2020 | Mushuc Runa        | 1 - 2 | Liga de Quito  | 11.11.2020 |
| Barcelona      | 2 - 2 | Liga de Quito      | 1.11.2020  | Guayaquil City     | 4 - 2 | Aucas          | 7.11.2020 | Univ. Católica     | 2 - 1 | Guayaquil City | 11.11.2020 |
| Macará         | 1 - 1 | Guayaquil City     | 2.11.2020  | Emelec             | 2 - 0 | Univ. Católica | 8.11.2020 | Liga de Portoviejo | 0 - 6 | Emelec         | 11.11.2020 |

| Dep. Cuenca    | 2 - 1 | Delfín             | 13.11.2020 | Aucas              | 3 - 3 | Ind. del Valle | 18.11.2020 | Ind. del Valle | 1 - 0 | Técnico Univ.      | 21.11.2020 |
| Guayaquil City | 3 - 2 | Mushuc Runa        | 14.11.2020 | Delfín             | 1 - 1 | Guayaquil City | 18.11.2020 | Guayaquil City | 1 - 1 | Liga de Quito      | 21.11.2020 |
| Macará         | 0 - 1 | Orense             | 14.11.2020 | Técnico Univ.      | 0 - 1 | Macará         | 18.11.2020 | Olmedo         | 1 - 2 | El Nacional        | 22.11.2020 |
| Liga de Quito  | 4 - 1 | Aucas              | 14.11.2020 | Liga de Quito      | 1 - 2 | Emelec         | 18.11.2020 | Dep. Cuenca    | 3 - 3 | Aucas              | 22.11.2020 |
| Olmedo         | 2 - 1 | Univ. Católica     | 15.11.2020 | Mushuc Runa        | 1 - 1 | Olmedo         | 19.11.2020 | Emelec         | 3 - 2 | Delfín             | 22.11.2020 |
| Ind. del Valle | 2 - 3 | Liga de Portoviejo | 15.11.2020 | El Nacional        | 0 - 2 | Univ. Católica | 19.11.2020 | Univ. Católica | 1 - 1 | Mushuc Runa        | 23.11.2020 |
| Emelec         | 1 - 1 | Técnico Univ.      | 15.11.2020 | Liga de Portoviejo | 1 - 2 | Orense         | 19.11.2020 | Orense         | 0 - 0 | Barcelona          | 23.11.2020 |
| El Nacional    | 1 - 1 | Barcelona          | 15.11.2020 | Barcelona          | 2 - 0 | Dep. Cuenca    | 19.11.2020 | Macará         | 1 - 0 | Liga de Portoviejo | 23.11.2020 |

| Liga de Quito      | 3 - 0 | Olmedo         | 27.11.2020 | Olmedo         | 0 - 0 | Técnico Univ.      | 4.12.2020 | Mushuc Runa    | 0 - 0 | Orense             | 8.12.2020 |
| Mushuc Runa        | 2 - 3 | Emelec         | 27.11.2020 | Dep. Cuenca    | 1 - 0 | Mushuc Runa        | 4.12.2020 | Dep. Cuenca    | 2 - 1 | Macará             | 8.12.2020 |
| Técnico Univ.      | 1 - 1 | Dep. Cuenca    | 28.11.2020 | Orense         | 1 - 1 | Delfín             | 5.12.2021 | Técnico Univ.  | 1 - 0 | Univ. Católica     | 8.12.2020 |
| Delfín             | 1 - 0 | Ind. del Valle | 28.11.2020 | Macará         | 2 - 1 | Aucas              | 5.12.2021 | Delfín         | 3 - 1 | Olmedo             | 8.12.2020 |
| Aucas              | 4 - 1 | Orense         | 29.11.2020 | Univ. Católica | 2 - 0 | Liga de Quito      | 5.12.2021 | El Nacional    | 2 - 2 | Aucas              | 9.12.2020 |
| Liga de Portoviejo | 2 - 1 | Univ. Católica | 29.11.2020 | Ind. del Valle | 2 - 0 | El Nacional        | 6.12.2020 | Liga de Quito  | 1 - 1 | Liga de Portoviejo | 9.12.2020 |
| Barcelona          | 3 - 0 | Macará         | 29.11.2020 | Guayaquil City | 3 - 1 | Liga de Portoviejo | 6.12.2020 | Ind. del Valle | 3 - 0 | Emelec             | 9.12.2020 |
| El Nacional        | 0 - 3 | Guayaquil City | 29.11.2020 | Emelec         | 1 - 1 | Barcelona          | 6.12.2020 | Barcelona      | 2 - 0 | Guayaquil City     | 9.12.2020 |

| Olmedo             | 1 - 1 | Dep. Cuenca    | 11.12.2020 | Dep. Cuenca    | 2 - 1 | Emelec             | 16.12.2020 | Guayaquil City     | 2 - 1 | Dep. Cuenca    | 19.12.2020 |
| Univ. Católica     | 0 - 0 | Delfín         | 11.12.2020 | Técnico Univ.  | 0 - 0 | Guayaquil City     | 16.12.2020 | Mushuc Runa        | 2 - 0 | Delfín         | 19.12.2020 |
| Orense             | 1 - 0 | Técnico Univ.  | 12.12.2020 | Delfín         | 2 - 0 | Liga de Quito      | 16.12.2020 | Orense             | 1 - 0 | El Nacional    | 20.12.2020 |
| Liga de Portoviejo | 0 - 0 | Mushuc Runa    | 12.12.2020 | Barcelona      | 3 - 0 | Mushuc Runa        | 16.12.2020 | Liga de Portoviejo | 3 - 2 | Aucas          | 20.12.2020 |
| Emelec             | 3 - 0 | El Nacional    | 12.12.2020 | Aucas          | 1 - 1 | Univ. Católica     | 17.12.2020 | Univ. Católica     | 0 - 0 | Barcelona      | 20.12.2020 |
| Macará             | 3 - 4 | Liga de Quito  | 13.12.2020 | El Nacional    | 2 - 1 | Macará             | 17.12.2020 | Macará             | 1 - 0 | Ind. del Valle | 20.12.2020 |
| Guayaquil City     | 0 - 2 | Ind. del Valle | 13.12.2020 | Olmedo         | 1 - 3 | Liga de Portoviejo | 17.12.2020 | Liga de Quito      | 1 - 2 | Técnico Univ.  | 20.12.2020 |
| Aucas              | 2 - 1 | Barcelona      | 13.12.2020 | Ind. del Valle | 4 - 0 | Orense             | 17.12.2020 | Emelec             | 4 - 1 | Olmedo         | 20.12.2020 |

## Terza fase

### Finale
Le due squadre vincitrici della prima fase (Liga Deportiva Universitaria) e della seconda fase (Barcelona) si sono infine affrontate in una finale con incontri di andata e ritorno per determinare la squadra vincitrice del campionato. Al termine dei calci di rigore nella gara di ritorno, il Barcelona si è laureato campione nazionale per la sedicesima volta nella sua storia.
| Arbitro: | Augusto Aragón |

|           |           |             |
| Álvez 50’ | Marcatori | 45+4’ Julio |

| Arbitro: | Guillermo Guerrero |

|                               |                      |                  |
| Alcívar Guerra Piovi Martínez | Tiri di rigore 1 – 3 | Álvez Oyola Díaz |

## Tabla acumulada
La tabla acumulada tiene conto dei risultati ottenuti nella prima e nella seconda fase da ogni squadra. Il suo scopo è stato quello sia di determinare alcune delle squadre che hanno ottenuto la qualificazione alle coppe intercontinentali (Coppa Libertadores 2021 e Coppa Sudamericana 2021), sia le due squadre che sono retrocesse in Serie B.
| Pos | Squadra                 | Pti. | G  | V  | N  | P  | GF | GS | DR  |
| --- | ----------------------- | ---- | -- | -- | -- | -- | -- | -- | --- |
| 1.  | LDU Quito               | 59   | 30 | 18 | 5  | 7  | 60 | 33 | +27 |
| 2.  | Barcelona SC            | 58   | 30 | 16 | 10 | 4  | 45 | 20 | +25 |
| 3.  | Independiente del Valle | 54   | 30 | 16 | 6  | 8  | 62 | 43 | +19 |
| 4.  | Universidad Católica    | 51   | 30 | 14 | 9  | 7  | 48 | 28 | +20 |
| 5.  | Emelec                  | 44   | 30 | 12 | 8  | 10 | 48 | 37 | +11 |
| 6.  | Guayaquil City          | 44   | 30 | 12 | 8  | 10 | 40 | 40 | 0   |
| 7.  | Macará                  | 44   | 30 | 12 | 8  | 10 | 37 | 37 | 0   |
| 8.  | Aucas                   | 42   | 30 | 11 | 9  | 10 | 59 | 55 | +4  |
| 9.  | Téc. Universitario      | 42   | 30 | 11 | 9  | 10 | 28 | 27 | +1  |
| 10. | Delfín                  | 38   | 30 | 10 | 8  | 12 | 39 | 41 | -2  |
| 11. | Mushuc Runa             | 31   | 30 | 8  | 7  | 15 | 33 | 45 | -12 |
| 12. | Deportivo Cuenca        | 31   | 30 | 7  | 10 | 13 | 34 | 51 | -17 |
| 13. | Orense                  | 31   | 30 | 8  | 6  | 16 | 42 | 56 | -14 |
| 14. | Olmedo                  | 30   | 30 | 8  | 6  | 16 | 42 | 56 | -14 |
| 15. | LDU Portoviejo          | 30   | 30 | 8  | 6  | 16 | 39 | 59 | -20 |
| 16. | El Nacional             | 26   | 30 | 6  | 8  | 16 | 26 | 49 | -23 |

Note:
Fonte: LigaPro
      Campione e classificata alla fase a gironi della Coppa Libertadores 2021.
      Vicecampione e classificata alla fase a gironi della Coppa Libertadores 2021.
      Classificata alla Coppa Libertadores 2021 (seconda fase).
      Classificata alla Coppa Libertadores 2021 (prima fase).
      Classificata alla Coppa Sudamericana 2021 (prima fase)
      Retrocesse in Serie B.

## Statistiche

### Classifica marcatori
| Gol |  |  | Giocatore              | Squadra        |
| --- |  |  | ---------------------- | -------------- |
| 24  |  |  | Cristian Martínez      | LDU Quito      |
| 16  |  |  | Gabriel Torres         | Ind. del Valle |
| 14  |  |  | Víctor Figueroa        | Aucas          |
| 13  |  |  | Francisco Fydriszewski | LDU Portoviejo |
| 13  |  |  | José Cevallos          | Emelec         |
| 11  |  |  | Gonzalo Mastriani      | Guayaquil City |
| 11  |  |  | Sebastián Herrera      | Macará         |
| 11  |  |  | Juan Muriel Orlando    | Mushuc Runa    |
| 10  |  |  | Damián Díaz            | Barcelona      |
| 10  |  |  | Facundo Barcelo        | Emelec         |